# Koča na Grohatu pod Raduho
Koča na Grohatu pod Raduho, tudi Koča v Grohotu pod Raduho (1.460 m) je planinska postojanka, ki stoji v spodnjem delu planine Grohat pod severnim ostenjem Raduhe. Prvotno zavetišče je bilo postavljeno na planini Grohat junija 1948 nekoliko višje od sedanje koče. Leta 1973 mu je na istem mestu sledila novejša planinska postojanka, odprta ob osemdeseti obletnici Slovenskega planinskega društva, ki pa jo je porušil snežni plaz (1986). Nova koča je bila zgrajena 100 m nižje, varna pred plazovi, 14. septembra 1991. Z njo upravlja PD Mežica.

## Dostopi
- 3h: od gostilne Rogovilc mimo planine Javorje (Transverzala),
- 3h: iz Solčave, ob potoku Klobaši, mimo Bukovnikove kmetije
- ¾h: od Bukovnikove kmetije
- iz Črne skozi Koprivno.

## Prehod
- 1½h: do Koče na Loki, skozi škrbino Durce

## Vzponi na vrh
- 1½h: Raduha (2.062 m), skozi Durce, po Transverzali,
- 1h: Raduha, čez severno ostenje po zalo zahtevni poti.